# Salmas (Oberstaufen)
Salmas (mundartlich: Salmas) ist ein Gemeindeteil der Marktgemeinde Oberstaufen im bayerisch-schwäbischen Landkreis Oberallgäu. Die Ortschaft liegt in der Gemarkung Thalkirchdorf.

## Geographie
Das Dorf liegt circa vier Kilometer östlich des Hauptorts Oberstaufen im Konstanzer Tal gelegen. Durch die Ortschaft verläuft die Bahnstrecke Buchloe–Lindau. Der Thalkirchdorfer Bahnhof, der im Ortsteil Salmas lag, ist inzwischen aufgelassen; das ehemalige Bahnhofsgebäude beherbergt heute eine Tierarztpraxis. Südlich des Ortsteils verläuft die Queralpenstraße B 308 sowie die Konstanzer Ach. Nordöstlich der Ortschaft befindet sich die Salmaser Höhe.

## Ortsname
Der Ortsname stammt vom Personennamen  Salman und bedeutet Siedlung des Salman.

## Geschichte
Durch den heutigen Ort verlief einst eine Römerstraße. Salmas wurde erstmals urkundlich im Jahr 1461 als zum Salmans erwähnt. 1808 wurde im Ort 14 Wohnhäuser gezählt sowie vier Güter mit Weiderecht auf der Alpe Egg. Salmas gehörte bis zur bayerischen Gebietsreform 1972 der Gemeinde Thalkirchdorf an.

## Baudenkmäler
- Siehe: Liste der Baudenkmäler in Salmas